# Olivier Berruyer
Pour les articles homonymes, voir Berruyer.
Olivier Berruyer, né le 26 octobre 1975 à Bron, est un blogueur français, actuaire de profession.
En 2011, il fonde le site web les-crises.fr, qui traite d'analyses économiques, des crises bancaires, monétaires et institutionnelles et de géopolitique.
Adepte d'une ligne hétérodoxe, son site devient l'un des blogs économiques français les plus fréquentés. À partir de 2014, Olivier Berruyer publie une série d'articles polémiques sur la crise ukrainienne qui font croître sa notoriété et cristallisent dans le même temps des opinions divergentes. Des journalistes et politologues l'accusent notamment de relayer des auteurs conspirationnistes et la propagande du Kremlin.
Il fonde en 2021 le média en ligne elucid.media.

## Biographie

### Parcours professionnel
Originaire de Lyon, il est né le 26 octobre 1975. Il est diplômé de l'Institut de science financière et d'assurances et, en formation continue, du programme général de management (2008) de l'EM Lyon Business School.
Il est actuaire, profession chargée de l'évaluation et de la valorisation des risques dans l’assurance et la finance, spécialisé en prévoyance collective. Entre 2011 et 2012, il est membre du Bureau de l'Institut des actuaires.

### Association DiaCrisis et blog
Olivier Berruyer est surtout connu pour son activité de blogueur sur le site les-crises.fr, qu'il lance en 2011. Le Monde relaie les données du site Ebuzzing, qui classe en 2013 le blog Les Crises no 2 des blogs les plus consultés dans le domaine de l'économie, et 124e toutes catégories confondues. En 2014, Le Parisien Magazine publie un article intitulé « Les 30 blogueurs les plus influents », parmi lesquels il cite Olivier Berruyer. Selon Le Parisien, en 2014, son site, les-crises.fr, est devenu en trois ans le « premier blog économique de France ».
Le site traite d'analyses économiques, des crises bancaires, monétaires et institutionnelles, de géopolitique et des différentes formes de propagande.
En 2016, Arthur Charpentier et Thomas Renault cartographient la blogosphère économique, et placent le site de Berruyer dans le groupe des « hétérodoxes », au côté de Jacques Sapir, Frédéric Lordon, et Paul Jorion, qui ont en commun, selon les deux auteurs, un point de vue très critique envers le courant de pensée « néolibéral » et les « institutions en place »,. Libération relève qu'Olivier Berruyer et Jacques Sapir « se relaient par tweets interposés ».
Le site web est porté par l'association DiaCrisis, qui a comme objectifs déclarés « la recherche scientifique et l'éducation, ainsi que l'amélioration de l'information et de la culture du public, notamment à propos des crises de toute nature auxquelles est ou sera confrontée notre société » et « l'amélioration des moyens dont elle dispose pour les comprendre, en diminuer l’ampleur et les gérer »[source secondaire nécessaire].

## Engagements et prises de positions politiques

### Critique des médias de masse
Olivier Berruyer présente son site Les Crises comme un contre-poids face aux médias mainstream coupables à ses yeux de créer « du consentement » chez les citoyens, en lieu et place « de les aider à se faire eux-mêmes leur propre opinion ».
Le site les-crises.fr critique ce qu'il qualifie de « propagande » des médias occidentaux, notamment lorsque ceux-ci parlent de la Russie,. Selon Libération, Olivier Berruyer s’inspire de la pensée de Noam Chomsky, George Orwell et Edward Snowden.
Le 26 août 2017, Olivier Berruyer et la journaliste Aude Lancelin, intervenant à la conférence « Faut-il dégager les médias ? » organisée par La France insoumise, évoquent leurs expériences personnelles pour dénoncer ce qu’ils considèrent comme une dérive « maccarthyste » des médias « mainstream » à l’égard des idées « alter système ».

### Économie
Dans Les Faits sont têtus (2013), Olivier Berruyer présente une synthèse de ses réflexions sur les origines des crises. S'opposant aux économistes, qui selon lui sont trop centrés sur leur domaine et sur des modèles mathématiques, il attribue les crises à leur aveuglement et à celui des hommes politiques, qui croient à une croissance que lui juge impossible.
En 2012, il dénonce vivement le projet de loi de séparation bancaire du ministre Pierre Moscovici, qu'il juge être un projet de « réforme a minima ». Selon lui, la protection des dépôts des particuliers passe forcément par une scission bancaire complète.
Il est auditionné, en qualité de président de l'association DiaCrisis, le 5 février 2013 par la commission des finances de l'Assemblée nationale et, le 20, par celle du Sénat sur le projet de loi de séparation et de régulation des activités bancaires,.
En septembre 2013, Berruyer publie un article sur « Les inégalités de revenus en France », où il explique que, selon lui, la crise économique aux États-Unis est due « en grande partie » à une divergence des revenus entre les plus riches et les plus pauvres, et que la France a échappé à cette « grande divergence » en empêchant la « captation des revenus par le Top 1 % ».
À partir de juin 2014, il participe à l'association Les Éconoclastes, qui regroupe surtout des économistes et des professionnels des milieux financiers.
Dans un article d'Arrêt sur images sur le sujet de la dette française, Daniel Schneidermann indique qu'Olivier Berruyer évoque la possibilité d'un défaut de l'État français, tandis que, selon Daniel Schneidermann, la « pensée unique française » sur ce sujet est la « monétisation de la dette », c'est-à-dire le rachat par la Banque centrale européenne des obligations des États attaqués. Daniel Schneidermann estime qu'Olivier Berruyer est un « drôle d'oiseau », qui « considère d'un œil chomskiste la fabrication du consentement sur la monétisation ».

### Politique
Olivier Berruyer rejoint le parti Nouvelle Donne lors de sa création en 2013, soutenant notamment la position du parti en faveur de la régulation bancaire.
En janvier 2015, il appelle à boycotter la manifestation d'hommage aux journalistes de Charlie Hebdo, afin de ne pas « s'associer à l'OTAN », plusieurs chefs d'État membres de cette organisation étant présents dans le défilé, et il déclare : l’OTAN « annonçait le lendemain du massacre avoir largué 5 000 bombes en Irak ? (et on s’étonne donc des retours de flamme ?) ». Il s'abstient aussi de rejoindre le défilé en raison de la présence du président de l'Ukraine. Il considère de plus que les caricatures de Mahomet et des musulmans à l'origine de la fusillade « ne sont pas drôles, ne véhiculent aucun message, ne poussent pas à la réflexion : ce sont de simples provocations gratuites, sans talent, destinées à choquer, humilier, blesser » tout en précisant qu'il ne pense pas qu'il faille les interdire. Concernant la liberté d’expression, il fait le pendant entre leur traitement et celui de caricatures d'un proche de Dieudonné qu'il publie sur son blog.
Le 11 septembre 2020, Olivier Berruyer, avec l'aide d'un avocat, dépose un recours devant le Conseil d’État. Ce recours concerne un décret ayant pris effet le 1er septembre 2020 et ayant eu pour conséquence le retour au travail de certaines personnes vulnérables au coronavirus. Son recours est rejeté le 25 septembre et un nouveau recours est déposé en lien avec la Ligue contre l'obésité le 27. Le Conseil d’État désavoue finalement le décret le 15 octobre.

### Accusations de conspirationnisme et de relais de la propagande russe
En 2014, Olivier Berruyer publie de nombreux articles sur son site qui accusent les médias occidentaux de traiter avec partialité la révolution ukrainienne et la guerre du Donbass, notamment en sous-estimant le rôle de l'extrême droite ukrainienne. Il exprime aussi cette vision lorsque la parole lui est donnée à la télévision,. C'est à cette période que l'audience des Crises décolle. Le Parisien Magazine constate que Berruyer, à cause de ses billets « polémiques », est devenu « la cible d'attaques politiques », une « rançon de sa nouvelle gloire ».
Au même moment, Berruyer déclare sur le plateau d'Arrêt sur images : « Le travail que j’essaye de faire sur mon blog, c’est de dénoncer ce qui se passe en France, au niveau de la propagande en France. La propagande russe il y en a, qu’ils s’en occupent, moi j’essaye de voir ce qui concerne les Français, ce qui me concerne, et que j’ai mon mot à dire de ce qu’il se passe en France ».
En septembre 2016, Olivier Berruyer se dit victime d'une « campagne de dénigrement » après une série de tweets de Rudy Reichstadt, webmestre du site Conspiracy Watch, et affirme notamment qu'il ne soutient pas tous les contenus qu'il publie sur Les Crises, et même qu'il peut en critiquer. Reichstadt répond que Les Crises « occupe une place toute particulière dans la complosphère », car il « fait fonction de trait d'union entre des sites ouvertement complotistes et le web non complotiste ». Il reproche à Berruyer de relayer des auteurs et hommes politiques accusés de conspirationnisme, comme Paul Craig Roberts, Annie Lacroix-Riz, François Asselineau, Nafeez Ahmed, ou encore Maxime Chaix. Selon Reichstadt, si Berruyer prétend lutter contre le complotisme, le racisme, l’antisémitisme, l’homophobie, et pour les droits de l’homme, ce ne serait qu'une simple déclaration d'intention, même s'il lui arrive en effet de « donner des gages ». Tout en reconnaissant que les-crises.fr publie des informations « intéressantes et en rien problématiques », Reichstadt dénonce en particulier le positionnement du site sur les événements de la place Maïdan. D'après lui, ce positionnement conforte la propagande russe qui donne une vision manichéenne de la destitution du président Ianoukovytch, en surestimant le rôle de l'extrême droite ukrainienne, et en occultant « totalement le rôle d’organisations non moins fascisantes côté russe ».
En décembre 2016, dans un article du journal Le Monde, Samuel Laurent et Adrien Sénécat qualifient Olivier Berruyer de « blogueur économique qui frise souvent le conspirationnisme ».
Dans un article présentant le confusionnisme, Simon Blin écrit que Berruyer est un blogueur russophile « régulièrement accusé de relayer des propos conspirationnistes et non sourcés sur son site ». 
Selon The Times of Israel, il se défend des accusations de complotisme « en mettant en avant ses articles anti-conspirationnistes ».
Street Press inclut Olivier Berruyer parmi des « profils bordeline » qui « versent » dans le conspirationnisme.
En août 2017, dans le contexte de la crise au Venezuela, Les Crises diffuse une caricature anti-israélienne dont Conspiracy Watch rapporte qu'elle circulait sur le « web complotiste » depuis quatre ans : on y voit « la mort habillée d’un drapeau américain, dont la faux sanglante est floquée d’un drapeau israélien ». Olivier Berruyer affirme ensuite qu'il n'avait pas remarqué dans le dessin ce détail « illisible » : il conserve l'illustration sur son site en masquant le drapeau israélien.
Autour de 2017, Les Crises relaie de l'infox liée aux attaques chimiques du régime syrien, notamment une vidéo où un supposé « spécialiste » nie l'utilisation de l'arme chimique à Khan Cheikhoun,. Selon Slate, Olivier Berruyer relaie sur son blog de la désinformation sur la Syrie en adoptant la théorie complotiste selon laquelle le conflit syrien serait né de la volonté de pays extérieurs de changer le régime en place, et non du soulèvement populaire de 2011 dans la vague des Printemps arabes. Pour la revue Lundi matin, il participe aux discours confusionnistes sur ce conflit tout comme d'autres auteurs ayant un « logiciel anti-impérialiste suranné », tels Aude Lancelin, Noam Chomsky ou Julian Assange.
En mai 2014, la journaliste Caroline Fourest accuse Olivier Berruyer – qui l'avait lui-même accusée sur son blog de manipuler l'information sur la crise ukrainienne – de soutenir les informations fournies par Russia Today, qu'elle juge être une « propagande grossière et mensongère ».
En 2018, dans la transcription d'une conférence de presse de Maria Zakharova, sa porte-parole, le Ministère russe des Affaires étrangères cite nommément « le célèbre économiste et blogueur français Olivier Berruyer » pour attester de l'étonnement du public français devant « une preuve directe que la société et les autorités françaises rejettent tout autre point de vue, notamment sur la Russie, et font tout pour minimiser la capacité de leur public à entendre le point de vue russe sur bien des questions relatives aux relations bilatérales et à l'agenda international. »
En 2023, interrogés dans le cadre de la commission d’enquête de l’Assemblée nationale relative aux ingérences politiques, économiques et financières de puissances étrangères, Cécile Vaissié et Nicolas Tenzer évoquent tous deux la présence d'Olivier Berruyer parmi une quinzaine d'invités, ayant tous relayé les narratifs du Kremlin, à une réunion organisée par Sergei Lavrov à l'ambassade de Russie en 2019. Sa présence à cette réunion est également signalée par L'Express en 2022.

#### Polémique et bataille judiciaire avec les Décodeurs

##### Concernant le Décodex
L'outil Décodex des Décodeurs du journal Le Monde, outil proposant d'indiquer un niveau de fiabilité pour les sites internet, classe dans un premier temps les-crises.fr en rouge, c'est-à-dire dans les sites non fiables. Les Décodeurs estiment ensuite avoir « mal qualifié » le blog, alors qu'il s'agit selon eux d'« un blog d’opinion russophile qu’il faut prendre comme tel ». Ils le rangent donc dans la catégorie orange, c'est-à-dire un site à consulter avec prudence, « en raison de ses invités parfois douteux, aux frontières du conspirationnisme »,. En ce qui concerne le classement initial en rouge du site les-crises.fr, Le Figaro affirme que « pour justifier son choix, Le Monde s'appuyait sur une source unique : un article issu d'un blog hébergé par… Le Monde. ». D'après Arrêt sur images, cet article du blog du Monde critiquait une analyse de Berruyer sur la crise ukrainienne, estimant notamment que cette analyse se serait appuyée sur une fausse citation d'un ancien président de la Commission européenne (en réalité cette citation utilisée par Berruyer était exacte).
À la suite de ce classement, Olivier Berruyer critique les Décodeurs, comparant le Décodex à une « liste maccarthyste » ou à l'Index de l'Église catholique, et accuse Le Monde d'user de son image pour le discréditer sans argument valable. Il est soutenu par la journaliste Aude Lancelin, auteur du Monde libre, un « brûlot remarqué sur les dérives du journalisme » selon Le Figaro, ou encore par Jacques Sapir, qui voit dans le Décodex « une nouvelle forme de censure ». Frédéric Lordon, autre économiste hétérodoxe, estime que le traitement qui a été réservé à Olivier Berruyer par les Décodeurs est « indigne », et juge ironiquement qu'« il coche toutes les mauvaises cases : contre la finance, pour la sortie de l’euro, pas décidé à gober sans examen les discours sur la Syrie. »
Olivier Berruyer porte plainte contre Les Décodeurs pour dénigrement, réclamant 100 000 euros de préjudice et le retrait de son blog du Décodex. Il perd en première instance en avril 2019 et fait appel.

##### Concernant Les Décodeurs
Le 15 décembre 2016, Les Décodeurs publient un article, « dénonçant » selon Libération « une intox sur le dernier hôpital d’Alep, reprise sur son site par Olivier Berruyer ». La notice du site les-crises.fr sur le Décodex est modifiée de nouveau,. Le 24 février 2017, Samuel Laurent, responsable des Décodeurs, poste un tweet où il traite Berruyer de « faussaire en croisade contre » Les Décodeurs. Le 16 mars 2017, Les Décodeurs publient un nouvel article intitulé « Les mille et une ruses de l’industrie de la désinformation », dans lequel ils affirment que des centaines d’articles ont été supprimés du blog les Crises, ce qu'ils commentent ainsi : « Pour qui veut continuer de diffuser des informations trompeuses ou erronées tout en conservant une crédibilité intacte, il est fondamental de cacher ses erreurs ».
Olivier Berruyer porte plainte pour diffamation en réaction aux articles du 15 décembre 2016 et du 16 mars 2017, ainsi qu'au tweet du 24 février 2017. Ces plaintes sont déposées entre le 14 mars et le 22 mai 2017 auprès du tribunal de grande instance de Paris. Après ces plaintes, les deux journalistes visés, ainsi que le directeur de la publication du site du Monde, ont été mis en examen. Berruyer annonce également sur son blog, le 1er février 2018, son intention d'attaquer la société éditrice du Monde pour le préjudice moral qu'aurait subi son blog à cause du « Décodex » des Décodeurs, prévoyant de réclamer 100 000 euros de réparation.

##### Condamnation duMondepour diffamation
Le 17 décembre 2019, le journal Le Monde et Samuel Laurent sont condamnés pour diffamation publique. Le Monde est condamné pour l'article d'Adrien Senecat où il accusait Olivier Berruyer d'avoir supprimé des centaines d'articles erronés et de propager de fausses nouvelles. Samuel Laurent est condamné pour le tweet où il traitait Berruyer de « faussaire », reprenant les accusations infondées d'un livre de Cécile Vaissié, elle-même déjà condamnée pour diffamation en juin 2019,,.
Dans trois autres procédures intentées par Olivier Berruyer, les accusés sont relaxés le même jour, notamment ceux qui, comme Adrien Saumier et Nicolas Tenzer, ont qualifié son site de complotiste et conspirationniste. Ces dernières accusations ayant été jugées trop imprécises pour être diffamatoires.

### Plusieurs plaintes déposées
Olivier Berruyer affirme déposer plainte systématiquement lorsque le thème du complotisme est utilisé à propos de son blog, et avoir déposé plainte notamment contre Raphaël Glucksmann, le correspondant de Libération à Bruxelles Jean Quatremer, le directeur de la publication de Libération Laurent Joffrin, et la journaliste web de Libération Margaux Lacroux. D'après Checknews, le site vérificateur de faits de Libération, Olivier Berruyer reproche à Margaux Lacroux d'avoir écrit qu'il avait repris une « intox » sur le dernier hôpital d'Alep. Libération, de son côté, estime ne pas avoir commis de mensonge.

#### Procès contre Cécile Vaissié
Il a aussi porté plainte en diffamation, conjointement avec Georges Kuzmanovic et son épouse, Véra Nikolski, ainsi qu'avec les blogueurs Hélène Richard-Favre et Pierre Lamblé, contre la chercheuse Cécile Vaissié (et son éditeur) qui les avait nommés dans son ouvrage Les réseaux du Kremlin en France publié en 2016. Selon Libération, ce livre avait été reçu avec des réserves dans le milieu académique, certains chercheurs estimant que l'enquête manquait de rigueur et reposait plus sur des suppositions que des faits avérés, tandis que d'autres observateurs jugeaient le livre comme pionnier dans la dénonciation du soft power russe et de ses dangers. Patrick Klugman, l'avocat de la chercheuse, Tatiana Jean (de l'IFRI), tout comme des personnes venues la soutenir au procès, évoquent une « procédure-bâillon » destinée à intimider et à réduire au silence les critiques. Au terme de deux jours de débats devant la 17e chambre du tribunal de grande instance de Paris, le 14 et le 15 mars 2019, la procureure demande la relaxe, affirmant qu'il s'agit d'un « procès politique ». Le 14 juin 2019, le tribunal, s'il suit en grande partie le réquisitoire du parquet, condamne néanmoins Mme Vaissié et son éditrice, pour un passage (sur les vingt passages du livre visés par les plaignants) accusant Olivier Berruyer d'avoir eu la « volonté de déformer les faits, d'attaquer ou de tromper, au moins en ce qui concerne les questions russo-ukrainiennes ». Elles sont ainsi condamnées chacune à 500 euros d’amende avec sursis et à verser au blogueur 2 000 euros de dommages et intérêts et 2 500 euros au titre des frais de justice. Enfin, le passage incriminé du livre devra être supprimé en cas de réédition.

## Ouvrages
- Stop ! Tirons les leçons de la crise, Yves Michel, 2011.
- Les faits sont têtus, Les Arènes, 2013.

### Participation
- Jacques Sapir (directeur de publication) : L'euro est-il mort ?, Éditions du Rocher, 13 octobre 2016